# Capannoli
Capannoli (pronuncia /kaˈpannoli/) è un comune italiano di 6 334 abitanti della provincia di Pisa in Toscana.
(Dizionario geografico fisico della Toscana di Emanuele Repetti)

## Geografia
Sorge nella valle del fiume Era nel territorio dell'Alta Valdera.
Il territorio del comune è compreso tra i 25 e i 148 metri sul livello del mare, con un'escursione altimetrica complessiva pari a 123 metri.
Le colline circostanti al paese sono composte di sabbie e sabbie argillose gialle (del Pliocene) e di un'argilla caratteristica, mista a salgemma e gesso, detta mattaione, che rappresenta i sedimenti del mare del Pliocene che copriva l'area tra 2.5 e 4.5 milioni di anni fa.
Nella nuova classificazione sismica, recentemente rivista dalla Regione Toscana, il comune ricade nella Zona Sismica 3. Il territorio comunale è stato anche l'epicentro di alcuni terremoti, di cui si ricorda ancora oggi quello verificatosi nel gennaio 1911.

### Clima
- Classificazione climatica: zona D, 1650 GR/G
- Diffusività atmosferica: bassa, Ibimet CNR 2002

### Territorio
- Classificazione sismica: zona sismica 3 (sismicità media), Del.G.R.Toscana n. 878 dell'8 ottobre 2012

## Origine del nome
Il toponimo, menzionato nel Medioevo come Capannule (anno 839) è un derivato di capanna nel senso di ‘casupola’ e va confrontato con altri nomi locali toscani come Capannole (Bucine), Capannule (Montespertoli), Capannori.  L'uscita in -i invece di -e va considerata morfema di plurale femminile.

## Storia

Marca da bollo con lo stemma di Capannoli

L'origine di Capannoli sembra risalire al periodo longobardo, come testimoniano dei documenti dell'archivio arcivescovile di Lucca sotto gli anni 843 e 1051.
Nell'anno 843 Capannoli viene menzionata in un documento in cui Eriprando I degli Aldobrandeschi permutava con il vescovo di Lucca cinque "petie de terra" in cambio di un grande appezzamento di terra.
Nel documento datato 1051 si ritrova invece una promessa fatta dal vescovo lucchese Giovanni ai fratelli Ugo e Teudicio figli del conte Teudici Della Gherardesca "...di non fare alcuna composizione senza loro consenso con il C. Guido, figlio del fu conte Teudici, zio dei sunnominati (Actum infra castello illo qui dicitur Rustica prope Castello veclo de Capannule)".
Come testimoniato da Ludovico Antonio Muratori, intorno all'anno mille diversi ricchi possidenti di origine longobarda dominavano nei dintorni di Capannoli. Uno di questi fu il marchese Alberto figlio del marchese Opizzo di Casalmaggiore che, nel 1061, fece un atto di donazione a favore della Badia di Poggibonsi, alla quale lasciò vari possedimenti e giuspadronati ereditati dal padre nei contadi di Lucca, di Pisa e di Volterra, tra cui risultano anche le proprietà di Capannoli, Forcoli, Peccioli e Cesano.
La fondazione del borgo di Capannoli avvenne in epoca medievale sotto la giurisdizione dei Conti Della Gherardesca, i quali eressero un castello attorno al quale iniziò a formarsi la comunità di Capannoli, che sorge lungo la direttrice medio-collinare che attraverso Volterra congiunge la Valdera con il Valdarno.
Il 14 giugno 1099 per volere della Contessa Matilde di Canossa una parte del castello dei conti della Gherardesca posto "infra Comitatum Lucense, prope Camullianum", fu ceduto a Rangerio Vescovo di Lucca con la facoltà di tenerla "imperandi...inquirendi, requirendi, causas exinde agendi, querimoniam facendi, responsum retolendi, finem ponendi". Ciononostante, intorno alla fine del XII secolo la dinastia dei Della Gherardesca ritornò a dominare Capannoli con Ugolino III.
Nel XIII e XIV secolo vi ebbero signoria i Gambacorti e la Repubblica pisana; nel 1406 passò a Firenze.
Nel 1420 statuti speciali dettati dai fiorentini trattano della conservazione e del restauro delle mura del castello, ancora oggi infatti il punto più alto del paese porta il nome di Castello.
I nuclei abitativi di Santo Pietro e Solaia furono territori autonomi fino alla riforma comunitativa del 1776, quando vennero inclusi nella comunità di Capannoli.
Il periodo della dominazione lorenese venne interrotta dall'invasione delle truppe francesi guidate da Napoleone Bonaparte, che rimasero stanziate sul territorio di Capannoli fino al 1814, anno in cui il Congresso di Vienna assegnò la città al Granducato di Toscana.

Gonfalone di Capannoli

Nel 1834 a Capannoli così come in tutta la Valdera scoppiò un'epidemia di colera che causò molte vittime nella popolazione fino al maggio 1855.
Nel 1861 Capannoli venne annessa al Regno d'Italia ad opera del Re Vittorio Emanuele II di Savoia.
A partire dalla metà del secolo scorso Capannoli, ha avuto delle trasformazioni nell'impianto urbanistico.
Tutto questo spiega la naturale saturazione delle aree lungo la principale direttrice di sviluppo (Via Volterrana) e delle aree immediatamente limitrofe (Via di Solaia).

### Simboli
Lo stemma e il gonfalone sono stati concessi con decreto del presidente della Repubblica del 6 aprile 1987.
Il gonfalone è costituito da un drappo di colore azzurro ornato di ricami d'argento e caricato dello stemma comunale con la iscrizione centrata in argento.
L'antica bandiera di questo comune era costituita da un drappo azzurro sul quale risaltava uno scudo dello stesso colore, attraversato da una banda d'oro delimitante una stella azzurra.

## Monumenti e luoghi d'interesse

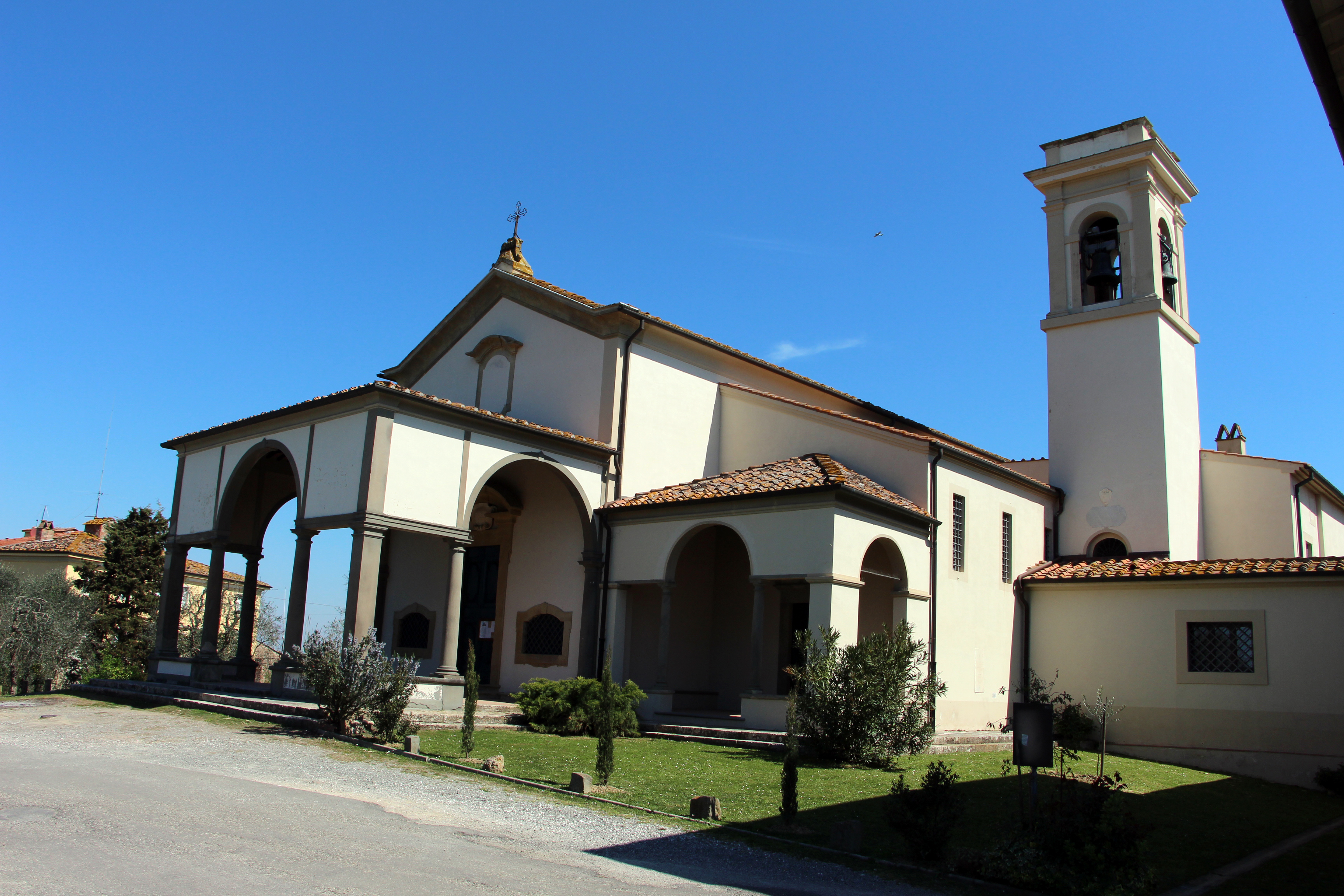
Chiesa della Santissima Annunziata

### Chiese e luoghi di culto

#### Chiesa della Santissima Annunziata
Risale al 1631. Di origine tardo gotica, fu completamente rinnovata nel 1714 in stile barocco.
All'interno si conservano un dipinto settecentesco raffigurante l'"Angelo custode" ed il "Martirio di San Sebastiano", attribuito a Ranieri del Pace.
In una cappella vicina vi sono due statue attribuite al Cieco di Gambassi.

#### Chiesa di San Bartolomeo

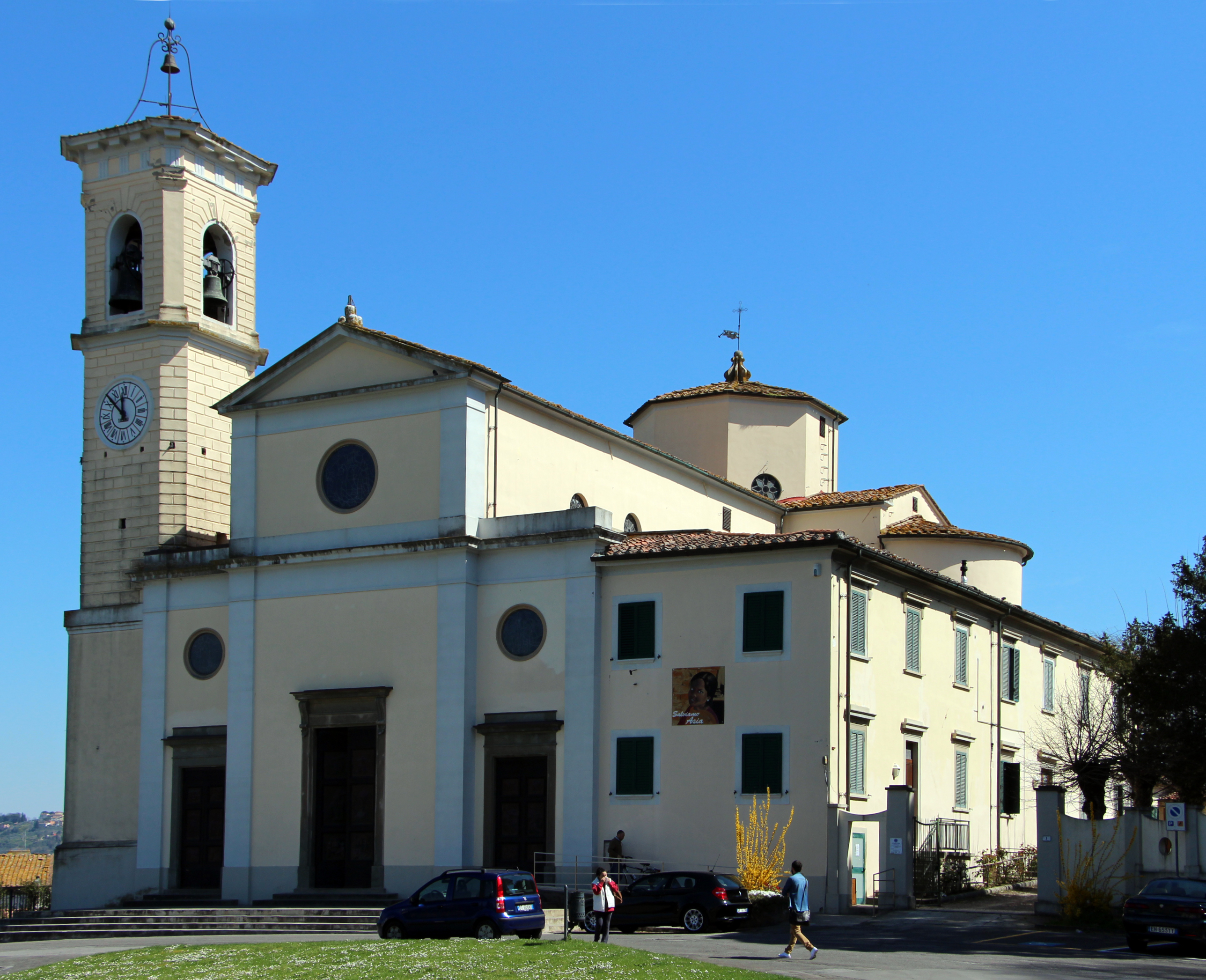
Chiesa di San Bartolomeo

Risale alla fine del Trecento, ma il suo aspetto attuale è il risultato dei profondi interventi di metà Ottocento che cancellarono completamente le strutture medievali.
All'interno si ritrovano un interessante crocifisso ligneo seicentesco; il "Martirio di San Bartolomeo", opera di Giovanni Stefano Marucelli (XVII secolo); l'"Eucaristia" (fine XVII-inizi XVIII secolo).

#### Chiesa di Santo Pietro Belvedere
Citata dal 1260, nel 1680 ebbe il titolo di pieve fino al 1720 quando gli fu riconosciuto il titolo di propositura. Alla metà dell'Ottocento fu ingrandita e rinnovata su progetto di Pietro Bernardini. L'attuale aspetto si deve ai restauri del 1955-1958.

#### Oratorio di San Rocco
All'interno dell'antico oratorio è custodito un interessante affresco staccato, raffigurante la "Madonna con Bambino", attribuito alla scuola di Benozzo Gozzoli.

### Ville

#### Villa e Parco Baciocchi

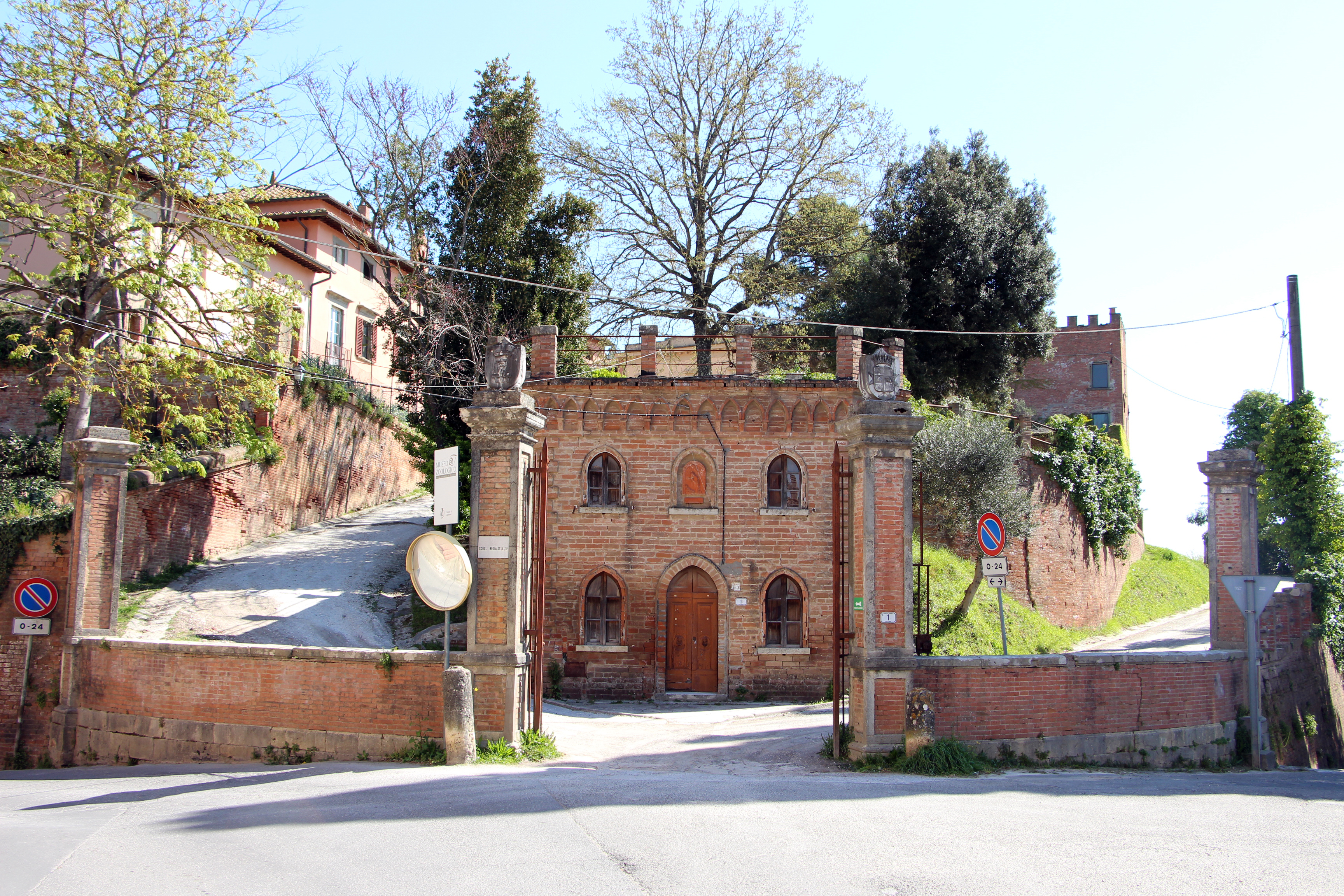
Ingresso a villa Baciocchi

La Villa Bourbon del Monte-Baciocchi venne edificata in stile tardo-barocco e neoclassico sul luogo dove si sviluppava l'antico nucleo del castello citato fin dall'843, e fu completamente ristrutturata alla metà del secolo XVIII.
Nel 1833 l'edificio fu acquistato dal Conte Felice Baciocchi dove saltuariamente visse con la consorte Elisa Bonaparte, sorella di Napoleone Bonaparte.
Oggi il Comune ne è proprietario ed ospita al suo interno un Museo Zoologico ed un Centro di Documentazione Archeologica.

#### Villa La Torre
Costruita secondo canoni architettonici cinquecenteschi, è probabilmente la risultanza della trasformazione di un antico edificio militare. La villa fu edificata dalla famiglia pisana degli Upezzinghi per passare, nel patrimonio dei Lanfreducci al momento della morte, nel 1748, di Jacopo Upezzinghi.

#### Villa Masi (ex Berzighelli)

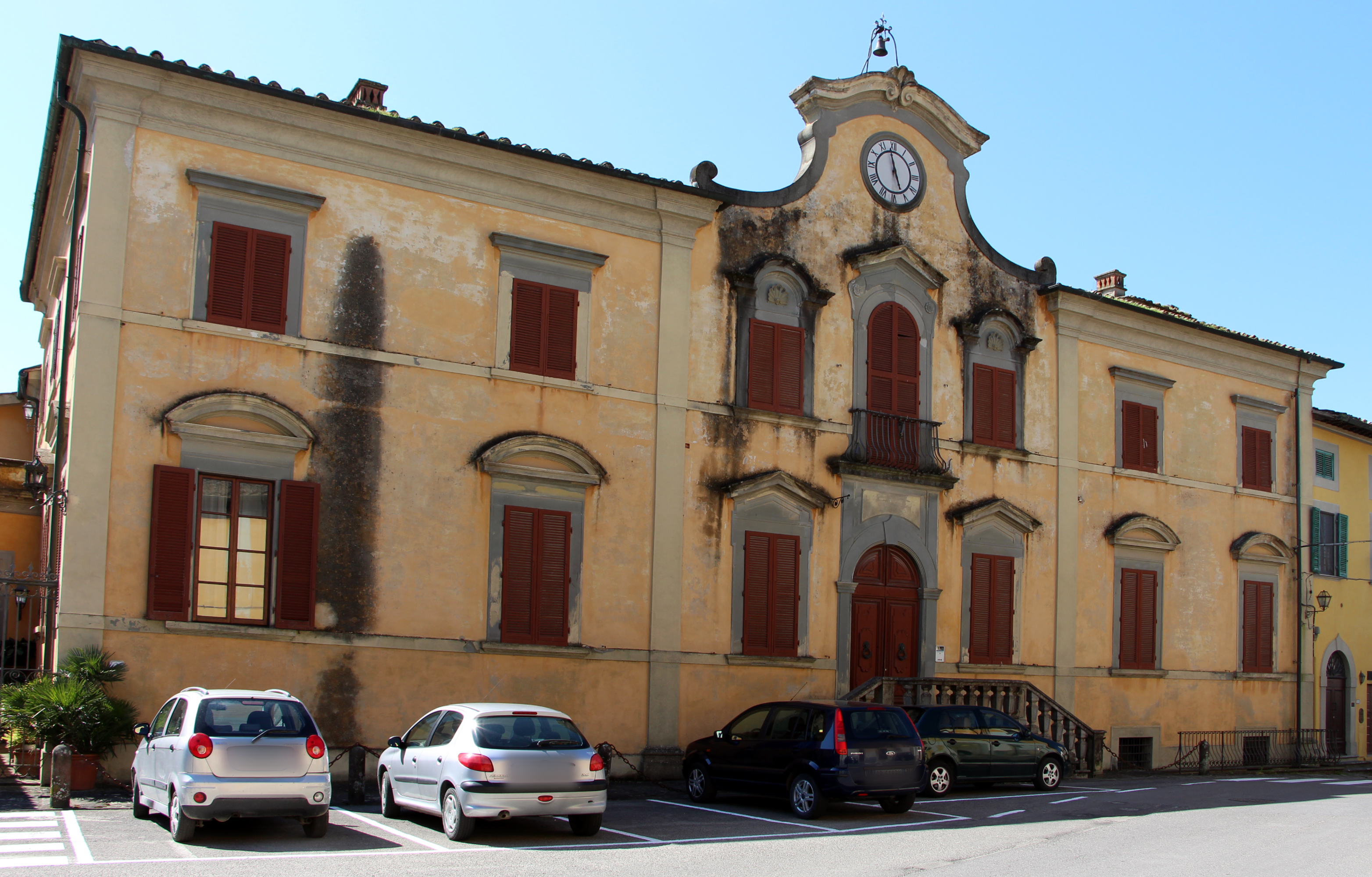
Villa Masi Berzighelli

Attualmente proprietà privata, la villa si trova lungo la strada che da Capannoli porta a Santo Pietro Belvedere.
La villa risulta registrata nell'Estimo di Capannoli del 1580 come proprietà della nobile famiglia fiorentina Berzighelli, e costituisce l'edificio più rilevante di un insediamento sviluppatosi tra i secoli XVI e XVII nelle immediate adiacenze dell'antico castello. La villa possiede annessa la cappella dell'Annunziata (1714), realizzata su disegno dell'architetto Felice Palma.
L'aspetto attuale è il frutto di una ristrutturazione ordinata nel 1771 da Francesco Del Rosso all'architetto pisano Niccolò Stassi; ad egli si deve l'esaltazione della parte centrale del prospetto principale, rimarcato dall'andamento verticale delle lesene e dal fastigio con l'orologio che ricorda la facciata interna della Certosa di Calci.
Da segnalare la cappella che nello schema a simmetria centrale ricorda tipologie architettoniche rinascimentali.
L'altare, come ricorda anche Filippo Baldinucci, ospita un bassorilievo realizzato dal celebre scultore Desiderio da Settignano, raffigurante la Beata Vergine con nostro Signore e l'arcangelo Gabriele.
Da notare inoltre il sarcofago romano sotto il porticato del cortile e il bassorilievo in marmo del secolo XV sul fronte della cappella. Nell'interno sono presenti statue di terracotta attribuite al Cieco di Gambassi ed una copia della statua greca detta dell’Arrotino, il cui originale è esposto agli Uffizi.

#### Villa Martelli Orlandini
Fu la residenza fino al 1865 di Diego Martelli, mecenate dei pittori "Macchiaioli". La facciata rivolta sulla "chiostra" e sul giardino, realizzata con la tecnica del Trompe-l'œil, raffigura un balcone che si affaccia su una campagna tipicamente toscana. La fattoria e la villa furono acquistate il 25/11/1865 da Rutilio Orlandini, e furono unificate alla villa già abitata dalla sua famiglia a partire dal 1400.

## Immagini storiche

Centro storico
Via Trento e via Trieste (oggi via Volterrana)
Piazza Castello con villa Masi
Villa Bourbon e villa Curini

## Società

### Evoluzione demografica
Abitanti censiti

### Etnie e minoranze straniere
Secondo i dati ISTAT al 31 dicembre 2015 la popolazione straniera residente era di 363 persone.
Le nazionalità maggiormente rappresentate in base alla loro percentuale sul totale della popolazione residente erano:
- Albania 116 (1,82%)
- Romania 107 (1,68%)
- Marocco 39 (0,61%)

## Cultura

### Eventi
- Seconda domenica di settembre: Fiera Nazionale degli Uccelli
- 24 agosto: Festa del Santo Patrono Bartolomeo
- 2 maggio: "festa degli aquiloni" all'aviosuperficie Valdera.
- Estate: Notte bianca festa dei commercianti

### Teatri
- Teatro comunale di Capannoli

### Istruzione
- Scuola elementare "Gianni Rodari"
- Scuola media superiore "Dante Alighieri"

### Attività sportive
- ASD Capannoli
- Capannoli Pallavolo San Bartolomeo
- ASD Ass.Cicl.Capannolese
- ASD Gruppo Staffette Capannolese

### Biblioteche
- Biblioteca comunale di Capannoli, Villa Baciocchi

Rientra all'interno del consorzio Bibliolandia, che gestisce e coordina l'attività di buona parte delle biblioteche dei comuni della Valdera, del Basso Valdarno e dell'Alta Valdicecina: Bientina, Buti, Calci, Calcinaia, Capannoli, Casciana Terme, Cascina, Crespina, Lari, Montopoli in Val d'Arno, Palaia, Peccioli, Pomarance, Ponsacco, Ponte a Egola, San Giuliano Terme, San Miniato, Santa Maria a Monte, Terricciola, Vecchiano, Vicopisano, Volterra.

## Economia
L'economia locale si basa prevalentemente sulla produzione vitivinicola e sull'allevamento di bestiame. Rilevante è stata l'attività di numerose industrie per la produzione di mobili per la casa.

## Infrastrutture e trasporti

### Strade
|  | Strada statale 439 Sarzanese-Valdera | da Pietrasanta porta a Follonica attraverso la città di Lucca, le Colline pisane e le Colline Metallifere. |

### Aviosuperficie Valdera
L'Aviosuperficie Valdera è situata a 10 km a sud-est da Pontedera, tra i paesi di Capannoli e Forcoli, lungo la strada della Fila, in direzione di Peccioli e Volterra. Ha una pista in erba di 700 m (coordinate 43°35'31" N e 10°41'44" E GW) orientamento 12/30. Frequenza radio 119.00. Codice ICAO: LIAT. Possibilità di rifornimento ed angaraggio, altre info utili su http://www.aeroclubdipisa.it/

## Amministrazione
| Periodo | Periodo   | Primo cittadino     | Partito         | Carica  | Note |
| ------- | --------- | ------------------- | --------------- | ------- | ---- |
| 1999    | 2004      | Luciano Franchi     | Centro-sinistra | Sindaco |      |
| 2004    | 2009      | Filippo Fatticcioni | Centro-sinistra | Sindaco |      |
| 2009    | 2014      | Filippo Fatticcioni | Centro-sinistra | Sindaco |      |
| 2014    | in carica | Arianna Cecchini    | Centro-sinistra | Sindaco |      |

### Gemellaggi
- Argenbühl
- Karditsa
- Cieszanów
- Uchaud